# Nicolas Reuter
Pour les articles homonymes, voir Reuter.
Nicolas Reuter, né le 6 octobre 1759 à Luxembourg et mort le 17 décembre 1828 dans la même ville, est un homme politique français d'origine luxembourgeoise. 
Ancien membre du Conseil souverain des États de la province de Luxembourg, chevalier de l'Empire et député des Forêts au Corps législatif (1805-1810), il meurt à 69 ans à Luxembourg.

## Armoiries
|  | Blasonnement : Tiercé en écusson : 1) vairé de pourpre et d'argent, 2) De gueules au signe des chevaliers légionnaires, 3) d'hermines plain. Commentaires : Source : Jean-Claude Loutsch, Armorial du pays de Luxembourg, Luxembourg, Publications nationales du Ministère des Arts et des Sciences, 1974, p. 678, |

## Décoration
- Chevalier de la Légion d'honneur